# Варвара Миленович
Ігуменя Варвара (серб. Варвара Миленовић, в миру Даніца Миленович, серб. Даница Миленовић; 30 серпня 1910, село Радевци під містом Трстеник, Сербія — 21 травня 1995, Любостиня (монастир), Сербія) — Ігуменя Сербської православної церкви, настоятельница Любостиня монастиря.

## Життєпис
Народилась 30 серпня 1910 року в Радевци.Під час радянсько-німецької війни організувала при Покровському монастирі амбулаторію, видавала фіктивні довідки, перешкоджаючи виїзду людей на роботу до Німеччини. Разом з монашками відмовилась 1943 залишити монастир, замкнувшись у підвалі храму, ховаючи там 300 громадян від евакуації.
Померла 21 травня 1995 року. Похована в Любостиня (монастир) в Сербія поруч з засновницею монастиря Христина. На могилі білий дерев'яний хрест внизу якого бронзова табличка.